# Upplands runinskrifter 813
Upplands runinskrifter 813 är ett vikingatida runstensfragment av granit i Brunnsta, Hjälsta socken och Enköpings kommun. Runstensfragmentet är 1,05 meter högt och 0,7 meter brett samt 0,3 meter tjockt. Stenen var försvunnen i drygt tvåhundra år men 1927 återfanns den del av stenen som nu står i Brunnsta. Detta fragment av stenen restes på platsen 1929.

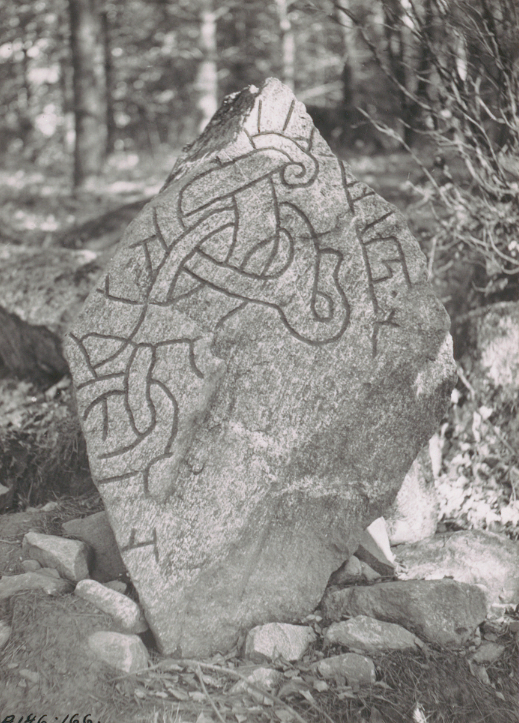
Fragmentet som återfanns 1927.

## Inskriften
Translitterering av runraden:
[uiki...r · le- ...-isa · stain ...t · r... ...]n · sun [· r--nuktr · ku]þ · hielb[i · sal · oais]
Normalisering till runsvenska:
Viki[ng]ʀ(?) le[t ræ]isa stæin [a]t ... ... sun r--nuktr. Guð hiælpi sal hans.
Översättning till nusvenska:
Viking(?) lät resa stenen efter  ... son ... Gud hjälpe hans själ.